# Vera (Brasile)
Vera è un comune del Brasile nello Stato del Mato Grosso, parte della mesoregione del Norte Mato-Grossense e della microregione di Sinop.